# Shōwa
Shōwa (jap. 昭和時代 Shōwa-jidai), czyli „Era Oświeconego Pokoju” – okres w historii Japonii (od 25 grudnia 1926 do 7 stycznia 1989 roku), przypadający na panowanie 124. cesarza – Hirohito. Nazwa ery zostaje nadana z chwilą intronizacji, a następnie staje się pośmiertnym imieniem władcy. Paradoksalnie okres ten był jednym z najburzliwszych w historii Japonii.

## Militaryzm Japonii
W okresie przed II wojną światową rozbudzały się w Japonii tendencje imperialistyczne i konfrontacyjne. Było to spowodowane ograniczeniami, jakie na Japonię nakładał traktat waszyngtoński. W 1931 roku podbito Mandżurię (Incydent mukdeński) i utworzono na jej terytorium marionetkowe państwo Mandżukuo. W latach trzydziestych zaczęły rosnąć w siłę ugrupowania nacjonalistów, dążących do obalenia demokracji i wprowadzenia dyktatury wojskowej. Wielokrotnie dochodziło do zabójstw o charakterze politycznym. 26 lutego 1936 roku przeprowadzono nieudaną próbę przewrotu wojskowego.

## Agresja na Chiny
W 1937 rozpoczęła się ośmioletnia wojna z Chinami, w wyniku której Japonia zdobyła kontrolę nad znacznym obszarem terytorium państwa chińskiego. Okupacja tych terenów połączona była z terrorem wobec ludności chińskiej (np. Masakra nankińska). Po upadku Francji w czerwcu 1940 roku i utworzeniu kolaboranckiego rządu Vichy, jej posiadłości we francuskich Indochinach przeszły w posiadanie Japonii. Skutkiem tego było założenie przez Stany Zjednoczone embarga na surowce niezbędne do dalszego prowadzenia wojny w Chinach. Zmusiło to Japonię do przygotowania ofensywy, której celem było zdobycie bogatej w surowce Azji Południowej. 18 października 1941 roku premierem Japonii został generał Hideki Tōjō, który wprowadził dyktaturę wojskową. Japonia szykowała się do ekspansji w kierunku południowo-wschodniej Azji.

## Przystąpienie do II wojny światowej

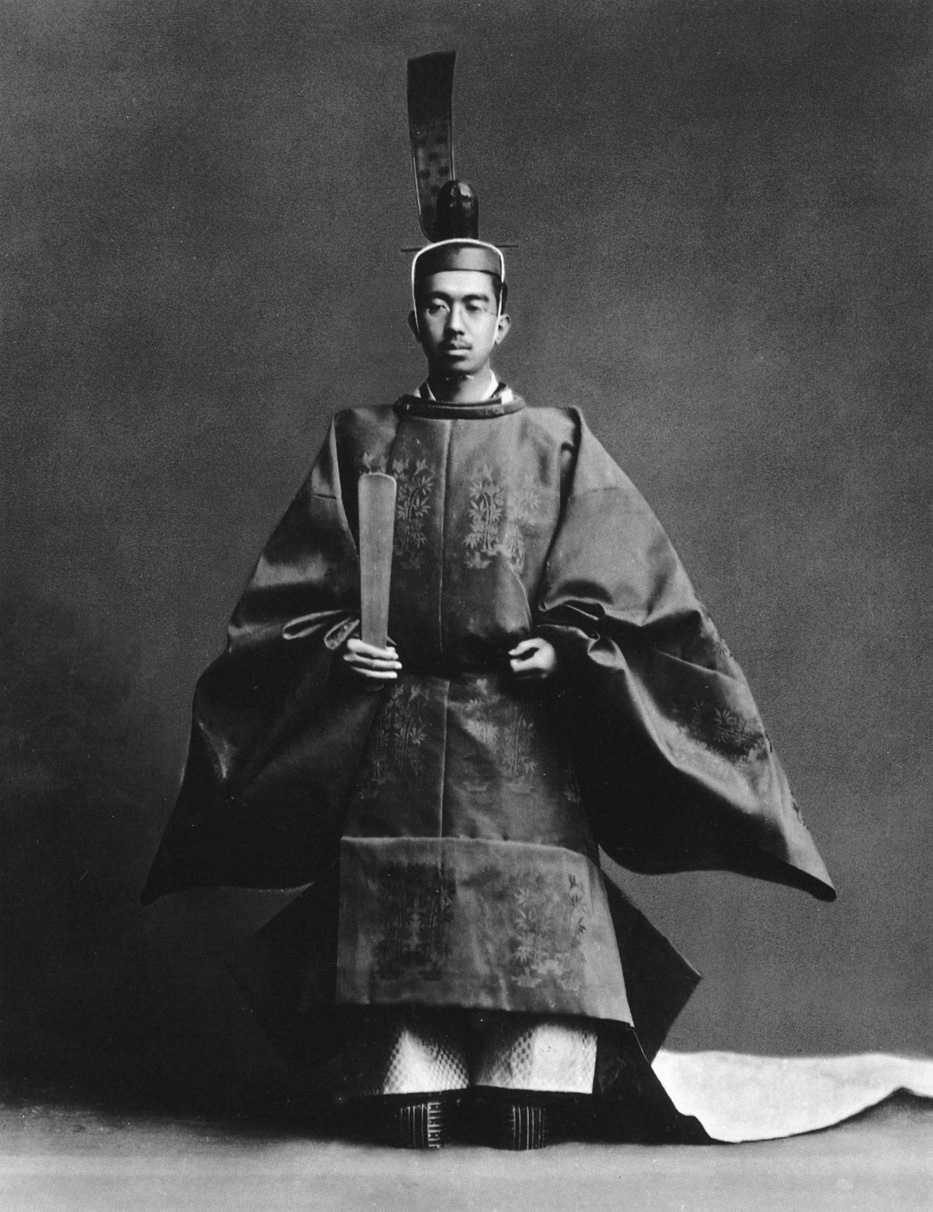
Cesarz Hirohito

9 grudnia 1941 po ataku na Pearl Harbor Japonia wypowiedziała wojnę Stanom Zjednoczonym i Wielkiej Brytanii, przystępując zarazem do wojny po stronie Osi. Ze względu na to, że trzeba było czasu, aby rozpędzić amerykańską maszynę wojenną, Japończykom udało się w pierwszych miesiącach wojny osiągnąć przewagę na Pacyfiku.
Pierwszy kryzys nastąpił w trakcie bitwy morskiej w pobliżu atolu Midway, kiedy Japończycy stracili 4 lotniskowce, niszcząc tylko jeden amerykański. Następna porażka nastąpiła wraz z utratą wyspy Guadalcanal. Potem było już tylko gorzej. Amerykanie osiągnęli przewagę ilościową i jakościową w lotnictwie i marynarce, co pozwalało odbierać Japończykom kolejne wyspy na Pacyfiku. Po zajęciu Okinawy w czerwcu 1945 roku pozostały już tylko do zdobycia główne wyspy japońskie. Aby uniknąć olbrzymich ofiar przy operacji konwencjonalnego zajęcia terytorium Japonii, Amerykanie zrzucili bomby atomowe – 6 sierpnia na Hiroszimę i 9 sierpnia na Nagasaki. 8 sierpnia do wojny przyłączył się Związek Radziecki i w krótkim czasie rozbił japońską armię kwantuńską w Mandżurii. Wobec tego cesarz przejął inicjatywę i 15 sierpnia zwrócił się o zawieszenie broni, przypieczętowane oficjalną kapitulacją w dniu 2 września.

## Okres powojenny
Po kapitulacji Japonia była okupowana przez wojska amerykańskie pod dowództwem generała Douglasa McArthura. Narzucona jej została pacyfistyczna konstytucja, w której zapisano, że Japonia nie będzie prowadzić działań wojennych na terenie innych państw i nie będzie posiadać własnej armii, a jedynie tzw. siły samoobrony. Od tego czasu Japończycy skoncentrowali się głównie na rozwoju proeksportowych dziedzin przemysłu, dzięki czemu ich kraj stał się światową potęgą gospodarczą.

### Czołowe postacie
- Hirohito – cesarz
- Hideki Tōjō – premier, wojskowy,
- Fumimaro Konoye (obecna pisownia Konoe) – premier,
- Isoroku Yamamoto – admirał,
- Soemu Toyoda – admirał,
- Tomoyuki Yamashita – wojskowy,
- Minoru Genda – wojskowy,
- Iwane Matsui – wojskowy,
- Sadao Araki – minister edukacji, wojskowy,
- Nobuyuki Abe – gubernator generalny Korei, wojskowy,
- Mitsuru Ushijima – wojskowy,
- Kuniaki Koiso – gubernator generalny Korei, premier, wojskowy,
- Kantarō Suzuki – premier, admirał.

### Ważne wydarzenia
- Traktat waszyngtoński (6 lutego 1922) – niekorzystny dla Japonii traktat morski.
- Wstąpienie na tron cesarza Hirohito (25 grudnia 1926).
- 27 sierpnia 1928 podpisanie paktu o wyrzeczeniu się wojny, którego Japonia była jednym z 15 państw założycielskich.
- Incydent mukdeński (18 września 1931) – aneksja Mandżurii.
- Incydent z 26 lutego (26 lutego 1936) – próba przewrotu wojskowego.
- Podpisanie Paktu antykominternowskiego (25 listopada 1936) – porozumienie z III Rzeszą w sprawie wspólnego zwalczania komunizmu.
- Incydent na Moście Marco Polo (7 lipca 1937) – początek II wojny chińsko-japońskiej.
- Podpisanie Paktu Trzech (27 września 1940) – zawarcie sojuszu z III Rzeszą i faszystowskimi Włochami.
- Atak na Pearl Harbor (7 grudnia 1941) – przystąpienie do II wojny światowej.
- Walki o Guadalcanal (7 sierpnia 1942 – 8 lutego 1943) – utrata przez Japonię inicjatywy w wojnie na Pacyfiku.
- Bitwa o Okinawę (3 kwietnia–16 czerwca 1945).
- Zrzucenie bomb atomowych na Hiroszimę i Nagasaki (6 sierpnia na Hiroszimę, 9 sierpnia 1945 na Nagasaki).
- Radziecka ofensywa na Mandżukuo (8 sierpnia 1945 roku) – rozbicie armii kwantuńskiej w Mandżukuo.
- Kapitulacja Japonii (2 września 1945) – zakończenie II wojny światowej na Dalekim Wschodzie.
- Trybunał Tokijski (od 19 stycznia 1946 roku, wykonanie wyroków śmierci 22 grudnia 1948 roku) – osądzenie głównych japońskich zbrodniarzy wojennych.
- Nowa konstytucja Japonii (rok 1947) – nowa pacyfistyczna konstytucja.
- Konferencja pokojowa w San Francisco (8 września 1951 roku) – konferencja pokojowa z udziałem 52 państw, na której Japonia zaakceptowała Deklarację poczdamską i podpisała traktat pokojowy[7] oraz traktat bezpieczeństwa[8] ze Stanami Zjednoczonymi.
- Początek długoletnich rządów Partii Liberalno-Demokratycznej (od 1955) – rozwój gospodarczy Japonii.
- 1960 układ o bezpieczeństwie i współpracy z USA[9]
- 1972 porozumienie o zwrocie Okinawy przez USA[10]
- Śmierć cesarza Hirohito (7 stycznia 1989).